# Strangalia thoracica
Strangalia thoracica là một loài bọ cánh cứng trong họ Cerambycidae.